# Elecciones generales de Nicaragua de 2006
Las elecciones generales de Nicaragua se llevaron a cabo el domingo 5 de noviembre de 2006 para elegir al Presidente de la República y a los 91 diputados de la Asamblea Nacional. Estas elecciones dieron un vuelco histórico a la política de Nicaragua cuando, en el contexto de la marea rosa y la llegada al poder de gobiernos de centroizquierda en países de América Latina, Daniel Ortega, del Frente Sandinista de Liberación Nacional fue elegido presidente con el 38% de los votos, poniendo fin a los diecisiete años de gobierno de partidos derechistas desde que terminara la Revolución Sandinista en 1990, y marcando la primera victoria electoral de un partido de izquierda en Nicaragua durante un período de democracia institucional, y la segunda victoria del FSLN en toda la historia del país.

## Antecedentes

### Período conservador
Durante toda su historia, Nicaragua fue gobernada por partidos de centroderecha o derecha. Desde los tiempos en los que el antagonismo era entre Demócratas y Legitimistas, los conservadores y los liberales se sucedieron en el gobierno, exceptuando el período de la Revolución Sandinista de 1979 hasta 1990. El sistema bipartidista en Nicaragua sobrevive incluso hasta hoy, aunque a partir de estas elecciones los principales partidos políticos son el Frente Sandinista de Liberación Nacional y las fuerzas antisandinistas, autoproclamdas Fuerzas Democráticas.
Desde la derrota electoral de Ortega contra Violeta Chamorro en 1990, se sucedieron dieciséis años de gobiernos conservadores en las que Ortega fue derrotado en tres elecciones consecutivas contra distintos candidatos. El bipartidismo fue durante este período entre el Partido Liberal Constitucionalista y la Alianza Liberal Nicaragüense, que dividieron su alianza poco después de sacar al FSLN del poder. El FSLN también tuvo una pequeña escisión, con el Movimiento Renovador Sandinista mermando una cantidad significativa de sus votantes y votos independientes potenciales.

### Reforma electoral de 2000
Las reformas electorales realizadas en enero del año 2000, como consecuencia de un pacto entre el PLC y el FSLN, estableció nuevas reglas para las contiendas electorales. El porcentaje requerido para ganar una elección presidencial fue reducido de 45 a 40. La ley electoral establecía que un candidato participante debía obtener una mayoría relativa de al menos el 40 por ciento de los votos para ganar una elección presidencial. Sin embargo, un candidato puede ganar mediante la obtención de al menos el 35 por ciento de los votos, con al menos un 5 por ciento de margen sobre el segundo clasificado. La ley también establecía una segunda vuelta si ninguno de los candidatos ganaba en la primera ronda. Además, si un partido obtenía menos del 4 por ciento de los votos en una elección general, podía perder su estatus de partido.

## Resultados

### Presidencial
| Candidatos - Partidos                                                  | Votos     | %     |
| ---------------------------------------------------------------------- | --------- | ----- |
| José Daniel Ortega Saavedra - Frente Sandinista de Liberación Nacional | 854,316   | 38.07 |
| Eduardo Montealegre - Alianza Liberal Nicaragüense                     | 650,879   | 29.00 |
| José Rizo Castellón - Partido Liberal Constitucionalista               | 588,304   | 26.21 |
| Edmundo Jarquín Calderón - Movimiento Renovador Sandinista             | 144,596   | 6.44  |
| Edén Atanacio Pastora Gómez - Alternativa por el Cambio                | 6,120     | 0.27  |
| Total                                                                  | 2.244.215 | 100.0 |
| Fuente:                                                                |           |       |

### Legislativa
| Partidos                                 | Votos   | %     | Escaños |
| ---------------------------------------- | ------- | ----- | ------- |
| Frente Sandinista de Liberación Nacional | 840,851 | 37.59 | 38      |
| Alianza Liberal Nicaragüense             | 597,709 | 26.72 | 23      |
| Partido Liberal Constitucionalista       | 592,118 | 26.47 | 25      |
| Movimiento Renovador Sandinista          | 194,416 | 8.69  | 5       |
| Alternativa por el Cambio                | 12,053  | 0.54  | -       |
| Total                                    |         | 100.0 | 92      |
| Fuente:                                  |         |       |         |